# José Raúl Capablanca
José Raúl Capablanca y Graupera (19 tháng 11 năm 1888 – 8 tháng 3 năm 1942) là một kỳ thủ cờ vua người Cuba và là nhà vô địch cờ vua thế giới từ năm 1921 đến 1927. Capablanca được đánh giá là một trong những kỳ thủ vĩ đại nhất mọi thời đại, ông nổi tiếng với kĩ năng cờ tàn xuất chúng và tốc độ chơi nhanh. Trong suốt sự nghiệp cờ vua, xét những ván đấu ở đẳng cấp hàng đầu, Capablanca chỉ để thua 35 ván, điều này là minh chứng cho việc ông là kỳ thủ rất khó bị đánh bại.
Capablanca sinh ra ở Havana, Cuba. Ở tuổi 13 ông đánh bại nhà vô địch cờ vua người Cuba Juan Corzo trong một trận đấu kéo dài 13 ván. Sau chiến thắng trước Frank Marshall trong trận đấu năm 1909, ông nhận được lời mời tham dự giải San Sebastian năm 1911. Tại đây ông đã qua mặt một số kỳ thủ danh tiếng như Akiba Rubinstein, Aron Nimzowitsch và Siegbert Tarrasch để lên ngôi cao nhất. Giai đoạn tiếp theo là những nỗ lực không thành của Capablanca trong việc giành quyền có mặt ở trận đấu tranh chức vô địch thế giới với nhà đương kim vô địch khi đó là Emanuel Lasker, dù vậy ông vẫn đạt được kết quả tốt tại các giải đấu khác. Cuối cùng thì vào năm 1921 ông cũng đã giành được danh hiệu vô địch từ tay Lasker. Từ ngày 10 tháng 2 năm 1916 đến ngày 21 tháng 3 năm 1934 Capablanca bất bại, trong đó có bao gồm trận tranh chức vô địch thế giới với Lasker.
Vào năm 1927 Capablanca đánh mất danh hiệu vô địch vào tay Alexander Alekhine, người chưa từng đánh bại ông trước đó. Sau những nỗ lực không thành trong nhiều năm nhằm sắp xếp một trận tái đấu, mối quan hệ giữa họ trở nên căng thẳng. Trong giai đoạn này Capablanca tiếp tục gặt hái được những thành tích xuất sắc tại các giải đấu cho tới khi rút lui vào năm 1931. Năm 1934 Capablanca có sự trở lại và đạt được một số kết quả tốt, tuy nhiên ở ông bắt đầu xuất hiện những triệu chứng của bệnh huyết áp cao. Capablanca qua đời năm 1942 vì xuất huyết não gây ra bởi chứng tăng huyết áp.
Capablanca nổi trội trong cờ tàn và những thế cờ đơn giản, ông có thể chơi chiến thuật khi cần và có kỹ thuật phòng thủ tốt. Trong sự nghiệp của mình Capablanca viết vài cuốn sách, trong đó cuốn Chess Fundamentals đã được Mikhail Botvinnik mô tả là cuốn sách hay nhất về cờ vua từng được viết. Capablanca không thích đi phân tích chi tiết mà tập trung vào những tình huống then chốt của ván đấu. Phong cách của ông đã ảnh hưởng đến lối chơi của các nhà vô địch thế giới sau này là Bobby Fischer và Anatoly Karpov.

## Tác phẩm
- Havana 1913, by José Raúl Capablanca. This is the only tournament book he wrote. It was originally published in Spanish in 1913 in Havana. Edward Winter translated it into English, and it appeared as a British Chess Magazine reprint, Quarterly #18, in 1976.
- A Primer of Chess by José Raúl Capablanca (preface by Benjamin Anderson). Originally published by Harcourt, Brace and Company in 1935. Republished in 2002 by Harvest Books, ISBN 0-15-602807-7.
- Chess Fundamentals by José Raúl Capablanca (Originally published in 1921. Republished by Everyman Chess, 1994, ISBN 1-85744-073-0, ISBN 4871878414. Revised and updated by Nick de Firmian in 2006, ISBN 0-8129-3681-7.)--available at Gutenberg.org in multiple formats -- Work in progress transcription Lưu trữ ngày 30 tháng 12 năm 2021 tại Wayback Machine with animated diagrams.
- Fundamentos del Ajedrez by José Raúl Capablanca, ISBN 4871878422
- My Chess Career by José Raúl Capablanca (Originally published by G. Bell and Sons, Ltd. of London, and The Macmillan Company in New York in 1920. Republished by Dover in 1966. Republished by Hardinge Simpole Limited, 2003, ISBN 1-84382-091-9.)
- The World's Championship Chess Match between José Raul Capablanca and Dr. Emanuel Lasker, with an introduction, the scores of all the games annotated by the champion, together with statistical matter and the biographies of the two masters, 1921 by José Raul Capablanca. (Republished in 1977 by Dover, together with a book on the 1927 match with annotations by Frederick Yates và William Winter, as World's Championship Matches, 1921 and 1927 by José Raúl Capablanca. ISBN 0-486-23189-5.)
- Last Lectures by José Raúl Capablanca (Simon and Schuster, January 1966, ASIN B0007DZW6W)